# Faustus Cornelius Sulla
Pour les articles homonymes, voir Sylla (homonymie) et Cornelius Sulla.
Faustus Cornelius Sulla (né en 88 av. J.-C., mort en 46 av. J.-C.) est le fils du dictateur Sylla et le gendre du grand Pompée.

## Biographie
Il naquit en 90 ou 88 av. J.-C. en Grèce lors d'un voyage de sa mère Caecilia Metella Dalmatica. Il s'est distingué en 63 av. J.-C. lors du siège de Jérusalem par les troupes de Pompée, il fut le premier à avoir le courage de franchir les murs. L'assaut a conduit à un véritable carnage. Ceux qui ont essayé de se réfugier dans le sanctuaire et ceux qui ont essayé de résister y sont morts.
En 60 av. J.-C. fut organisé un spectacle de gladiateurs en l'honneur de son père Sylla. Il fut consacré augure avant 57 av. J.-C., l'année suivante il fut nommé praefectus monetalis. Puis questeur en 54 av. J.-C.
En 52 av. J.-C. il fut chargé de reconstruire la Curie Hostilia, incendiée à la suite de la mort de Clodius Pulcher la même année. La curie reconstruite a obtenu le nom de Curia Cornelia en son honneur.
Au début de la guerre civile entre César et Pompée, il s'est rangé du côté de Pompée son beau-père. Il a été proposé de l'envoyer en Mauritanie en 49 av. J.-C., mais le tribun de la plèbe Lucius Marcius Philippus a opposé son veto à la proposition. Cependant, il conserva le statut de promagistrat (avec les pouvoirs de Préteur) probablement jusqu'en 46 av. J.-C. Pendant cette période, il est resté actif en Méditerranée pour aider la cause pompéienne, participant également aux affrontements en Macédoine. Quintus Caecilius Metellus Pius Scipio Nasica lève d'importantes troupes qu'il joint à l'armée de Pompée. Ce dernier en partage le commandement avec Metellus qui dirigera le centre de l'armée durant la bataille de Pharsale à laquelle Faustus participera également.

Il épousa Pompeia Magna (Pompeia), fille de Pompée et de sa troisième épouse Mucia Tertia. De ce mariage sont nés trois enfants : Faustus Cornelius Sulla, Lucius Cornelius Silla Enobarbo, Cornelia Silla (épouse de Lucius Scribonius Libo consul en 16 apr. J.-C. et mère de Scribonia, la troisième épouse d'Octavien le futur Auguste).
Il possédait une villa à Cuma (Cic., Att. IV, 10) avec une grande bibliothèque souvent consultée par Cicéron lui-même.
Faustus Silla fut tué en av. J.-C. peu après la bataille de Thapsus, lors des affrontements en Mauritanie entre Césariens et Pompéiens.